# Куза Вода (Дамбовица)
Куза Вода (рум. Cuza Vodă) насеље је у Румунији у округу Дамбовица у општини Салчоара. Oпштина се налази на надморској висини од 178 m.

## Становништво
Према подацима из 2002. године у насељу је живело 451 становника, од којих су сви румунске националности.